# سجن القطا

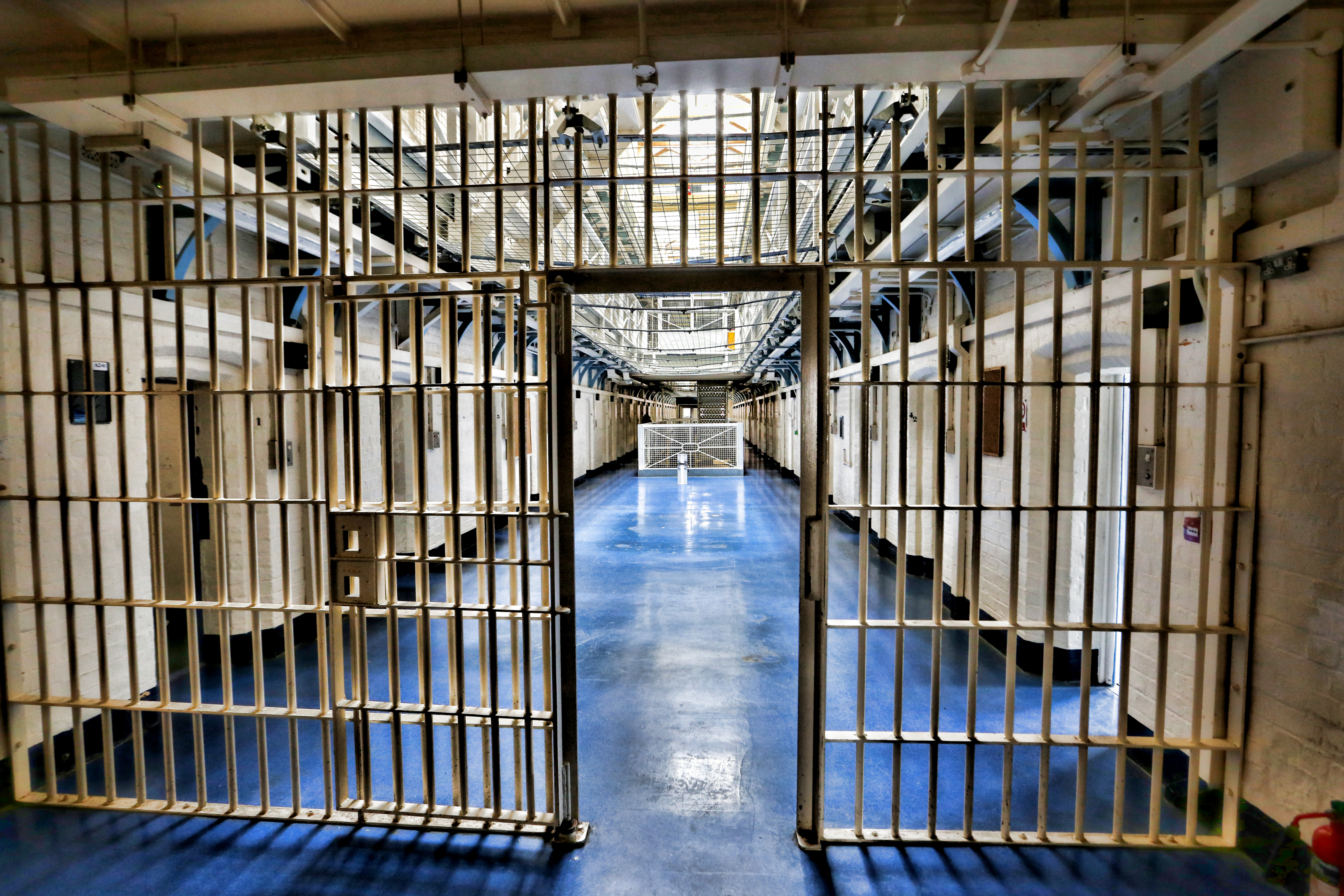
المنظر من الرعاية الصحية داخل سجن شروزبري

سجن القطا هو سجن شديد الحراسة على حافة الدلتا وبداية صحراء مصر الغربية، قررت وزارة الداخلية بناء أحد سجونها النموذجية قريبا من قرية القطا التي تنتمي إداريا إلى محافظة الجيزة وتبعد 45 كيلومتراً عن القاهرة. لم يكن قرار الوزارة الذي صدر عام 1992 مقتصراً على بناء سجن القطا بل كانت خطة الداخلية.